# جون موريسون (موزع)
جون موريسون (بالإنجليزية: John Morrison)‏ هو عازف جاز أسترالي، ولد في 7 يونيو 1960.